# PF Squad
PF Squad war eine Hip-Hop-Formation aus Stuttgart, die aus den MCs Jokane, Flow Tone, Max Farah und D-Mark besteht. Ihr Name leitet sich vom Namen ihres Labels „Plattform Records“ ab.

## Geschichte
2003 veröffentlichten sie Verrückte Welt und gingen dazu mit Cappadonna vom Wu-Tang Clan durch fünf europäische Länder auf Tour.
Anschließend veröffentlichten sie im Februar 2005 ihr erstes Album mit dem sinnigen Titel Album No.1. Ihre Videos zu Rap Is Back und Du Denkst wurden von MTV und Viva gespielt.
Ihr zweites, von den Drama Monks produziertes Album Keine Träne wurde März 2006 veröffentlicht, als Single wurde Aufstand ausgekoppelt.

## Diskografie
- 2002: PF (Album)
- 2004: Verrückte Welt (EP)
- 2005: Rap Is Back (Single)
- 2005: Album No.1 (Album)
- 2005: Du denkst (Single)
- 2006: Aufstand (Single)
- 2006: Keine Träne (Album)